# Nati nel 2001/Novembre
| Questa pagina contiene informazioni ricavate automaticamente dalle voci biografiche con l'ausilio del template Bio e di un bot. L'aggiornamento è periodico e automatico e ricostruisce completamente la pagina. Se manca una persona in questa lista, sei pregato di non aggiungerla, ma accertati piuttosto che la sua voce biografica contenga il template Bio e che i dati anagrafici siano correttamente compilati. Se il template Bio manca, inseriscilo tu stesso o, in alternativa, metti l'avviso {{tmp\|Bio}} che ne segnala la mancanza. Se i dati riportati sono sbagliati, correggi direttamente la voce biografica; le modifiche saranno visibili in questa lista entro pochi giorni. Per chiarimenti vedi il progetto biografie. La lista contiene solo le 184 persone che sono citate nell'enciclopedia e per le quali è stato implementato correttamente il template Bio. Pagina aggiornata al 18 ago 2025. |

- 1º novembre - Jonny Arriba, calciatore spagnolo
- 1º novembre - Isaiah Crawford, cestista statunitense
- 1º novembre - Oskar Fallenius, calciatore svedese
- 1º novembre - Toussaint Gombe-Fei, calciatore centrafricano
- 1º novembre - Patrick Paul, giocatore di football americano statunitense
- 1º novembre - Asahi Uenaka, calciatore giapponese
- 2 novembre - Tobias Berger, calciatore austriaco
- 2 novembre - Moisés Caicedo, calciatore ecuadoriano
- 2 novembre - Zeudi Di Palma, modella italiana
- 2 novembre - Juliette Gelin, pallavolista francese
- 2 novembre - Tommaso Maria Neri, attore e modello italiano
- 2 novembre - Lazar Pavlović, calciatore serbo
- 2 novembre - Deuce Vaughn, giocatore di football americano statunitense
- 3 novembre - Hailey Baptiste, tennista statunitense
- 3 novembre - Ousmane Camara, calciatore guineano
- 3 novembre - Neima Ezza, rapper marocchino
- 3 novembre - Alieu Fadera, calciatore gambiano
- 3 novembre - Matthias Gragger, calciatore austriaco
- 3 novembre - Jake LaRavia, cestista statunitense
- 3 novembre - Shayden Morris, calciatore inglese
- 3 novembre - Samuel Renel, calciatore francese
- 4 novembre - Maksim Muchin, calciatore russo
- 5 novembre - Lucrezia Fabretti, nuotatrice italiana
- 5 novembre - Kiera Gazzard, nuotatrice artistica australiana
- 5 novembre - Roxanne Perez, wrestler statunitense
- 5 novembre - Malak Hamza, ginnasta egiziana
- 5 novembre - Alex Hook, attrice statunitense
- 5 novembre - Yūya Yamamoto, combinatista nordico giapponese
- 6 novembre - Lucas Chevalier, calciatore francese
- 6 novembre - Mattia Compagnon, calciatore italiano
- 6 novembre - Naomie Feller, calciatrice francese
- 6 novembre - Thomas Gundelund, calciatore danese
- 6 novembre - Margherita Monnecchi, calciatrice italiana
- 6 novembre - Camiel Neghli, calciatore algerino
- 6 novembre - Day'Ron Sharpe, cestista statunitense
- 6 novembre - Ryūsei Yamanaka, pilota motociclistico giapponese
- 7 novembre - Tom Gamble, pilota automobilistico britannico
- 7 novembre - Ilay Hagag, calciatore israeliano
- 7 novembre - Zaid Khater, ginnasta egiziano
- 7 novembre - Noah Lomax, attore statunitense
- 7 novembre - Amybeth McNulty, attrice irlandese
- 7 novembre - Marco Ricci, velocista italiano
- 7 novembre - Abrham Sime, siepista etiope
- 8 novembre - Gennaro Di Mauro, canottiere italiano
- 8 novembre - Julia Hart, wrestler statunitense
- 8 novembre - Einar Hedegart, biatleta e fondista norvegese
- 8 novembre - Dmytro Kotovskyi, sciatore freestyle ucraino
- 8 novembre - Johannes Lamparter, combinatista nordico austriaco
- 8 novembre - Jiří Lehečka, tennista ceco
- 8 novembre - Trinidad Meza, nuotatrice artistica messicana
- 8 novembre - Max Svensson Río, calciatore spagnolo
- 9 novembre - Lara Baumann, sciatrice alpina svizzera
- 9 novembre - Abdullahi Jama Mohamed, mezzofondista somalo
- 9 novembre - Tommaso Rinaldi, pallavolista italiano
- 9 novembre - Keishlyann Sánchez, pallavolista portoricana
- 9 novembre - Luna Schaller, attrice tedesca
- 10 novembre - Marcos Gómez, calciatore paraguaiano
- 10 novembre - Edinah Jebitok, mezzofondista keniota
- 10 novembre - Ivan Pavlić, calciatore olandese
- 10 novembre - Hugo Quintana, calciatore paraguaiano
- 10 novembre - Krisztián Rabb, schermidore ungherese
- 10 novembre - Rafael Villagómez, pilota automobilistico messicano
- 11 novembre - Bartosz Białek, calciatore polacco
- 11 novembre - Sidoine Fogning, calciatore camerunese
- 11 novembre - Lassine Diarra, calciatore maliano
- 11 novembre - Alan Lescano, calciatore argentino
- 11 novembre - Ladd McConkey, giocatore di football americano statunitense
- 11 novembre - Diljá Ýr Zomers, calciatrice islandese
- 12 novembre - Isabella Bozicevic, tennista australiana
- 12 novembre - Raffey Cassidy, attrice britannica
- 12 novembre - Rodrigo López Quiñones, calciatore messicano
- 12 novembre - Huw Nightingale, snowboarder britannico
- 12 novembre - Vincent Pichel, calciatore olandese
- 13 novembre - Benjamin Bouchouari, calciatore marocchino
- 13 novembre - Francesco Cecon, saltatore con gli sci italiano
- 13 novembre - Andre Jackson, cestista statunitense
- 13 novembre - Parfenjuk, cantante ucraino
- 14 novembre - Zachary DiGregorio, slittinista statunitense
- 14 novembre - James Gomez, calciatore gambiano
- 14 novembre - Quilindschy Hartman, calciatore olandese
- 14 novembre - MacKenzie Hunt, calciatore emiratino
- 14 novembre - Chloe Lang, attrice statunitense
- 14 novembre - Nicolas Milanović, calciatore australiano
- 14 novembre - Aleksander Pawlak, calciatore polacco
- 15 novembre - Jeremy Alcoba, pilota motociclistico spagnolo
- 15 novembre - André Boman, calciatore svedese
- 15 novembre - Juan Manuel Cerúndolo, tennista argentino
- 15 novembre - Martina Favaretto, schermitrice italiana
- 15 novembre - James Hedgcock, pistard e ciclista di BMX canadese
- 15 novembre - Henry Mosquera, calciatore colombiano
- 15 novembre - Alexia Paganini, pattinatrice artistica su ghiaccio svizzera
- 15 novembre - Sadie Stanley, attrice statunitense
- 15 novembre - TyTy Washington, cestista statunitense
- 16 novembre - Gianmarco Cangiano, calciatore italiano
- 16 novembre - Damiano Gavino, attore italiano
- 16 novembre - Andrass Johansen, calciatore faroese
- 16 novembre - Aidan Morris, calciatore statunitense
- 16 novembre - Archie Ryan, ciclista su strada e ciclocrossista irlandese
- 16 novembre - Oliver Villadsen, calciatore danese
- 16 novembre - Mario Vušković, calciatore croato
- 16 novembre - Xiang Binxuan, sincronetta cinese
- 16 novembre - Furkan Yakici, giocatore di football americano svizzero
- 17 novembre - Edgerrin Cooper, giocatore di football americano statunitense
- 17 novembre - Kate Douglass, nuotatrice statunitense
- 17 novembre - Kaja Korošec, calciatrice slovena
- 17 novembre - Matías Perelló, calciatore argentino
- 17 novembre - Mohamed Souboul, calciatore marocchino
- 17 novembre - Sem Steijn, calciatore olandese
- 17 novembre - Alessandro Verre, ciclista su strada italiano
- 18 novembre - Jan Olschowsky, calciatore tedesco
- 18 novembre - Facundo Silvera, calciatore uruguaiano
- 18 novembre - Caleb Williams, giocatore di football americano statunitense
- 19 novembre - Petar Derikonjić, giocatore di football americano serbo
- 19 novembre - Cameron Harper, calciatore statunitense
- 19 novembre - Diogo Narciso, pistard e ciclista su strada portoghese
- 19 novembre - Kate Shortman, nuotatrice artistica britannica
- 19 novembre - Monika Skinder, fondista polacca
- 19 novembre - Arjen van der Heide, calciatore olandese
- 20 novembre - Eleonora Gaggero, attrice italiana
- 20 novembre - Zurab Gigashvili, calciatore georgiano
- 20 novembre - Josefine Hasbo, calciatrice danese
- 20 novembre - Caty McNally, tennista statunitense
- 20 novembre - Adrien Truffert, calciatore francese
- 21 novembre - Stergios-Marios Bilas, nuotatore greco
- 21 novembre - Girmawit Gebrzihair, mezzofondista etiope
- 21 novembre - Nick Herbig, giocatore di football americano statunitense
- 21 novembre - Andri Moser, sciatore alpino svizzero
- 21 novembre - Lucas Naranjo, calciatore argentino
- 21 novembre - Stefano Nepa, pilota motociclistico italiano
- 21 novembre - Santiago Ramos Mingo, calciatore argentino
- 21 novembre - Matisse Samoise, calciatore belga
- 21 novembre - Zohar Zasno, calciatore israeliano
- 22 novembre - Martin Cedidla, calciatore ceco
- 22 novembre - Kamila Karpiel, saltatrice con gli sci polacca
- 22 novembre - Kasey McAteer, calciatore irlandese
- 22 novembre - Sobel, rapper polacco
- 22 novembre - Xavier Watts, giocatore di football americano statunitense
- 22 novembre - Savion Williams, giocatore di football americano statunitense
- 22 novembre - Emanuele Zuelli, calciatore italiano
- 22 novembre - Güneş Şensoy, attrice turca
- 23 novembre - Tino Anjorin, calciatore inglese
- 23 novembre - Gökdeniz Bayrakdar, calciatore turco
- 23 novembre - Bojan Dimoski, calciatore macedone
- 23 novembre - Tess Ledeux, sciatrice freestyle francese
- 23 novembre - Nico Porteous, sciatore freestyle neozelandese
- 23 novembre - Mateusz Żukowski, calciatore polacco
- 24 novembre - Clément Akpa, calciatore francese
- 24 novembre - Leo Prantner, pallamanista italiano
- 25 novembre - Oleksandr Martynjuk, calciatore ucraino
- 25 novembre - JJ Pegues, giocatore di football americano statunitense
- 25 novembre - Edward Zakayo, mezzofondista keniota
- 26 novembre - Sōtīrīs Alexandropoulos, calciatore greco
- 26 novembre - Jonathan Núñez, calciatore honduregno
- 26 novembre - Călin Popescu, calciatore rumeno
- 26 novembre - Mesfin Tafesse, calciatore etiope
- 26 novembre - Pau Víctor, calciatore spagnolo
- 27 novembre - Dominik Baumgartner, giocatore di football americano svizzero
- 27 novembre - Ethan Bristow, calciatore nevisiano
- 27 novembre - Zoe Colletti, attrice statunitense
- 27 novembre - Lauren Cox, nuotatrice britannica
- 27 novembre - Jasper Dahlhaus, calciatore olandese
- 27 novembre - Morgan Davies, attore australiano
- 27 novembre - Richard King, calciatore giamaicano
- 27 novembre - Erik López, calciatore paraguaiano
- 27 novembre - Akash Mishra, calciatore indiano
- 27 novembre - Aimar Oroz, calciatore spagnolo
- 27 novembre - Kevin Schade, calciatore tedesco
- 27 novembre - Solomija Vynnyk, lottatrice ucraina
- 28 novembre - Brandon Boston, cestista statunitense
- 28 novembre - Kion Etete, calciatore inglese
- 28 novembre - Leon Flach, calciatore statunitense
- 28 novembre - Jaylan Ford, giocatore di football americano statunitense
- 28 novembre - Dimitri Maconda, cestista olandese
- 28 novembre - Max Park, speedcuber statunitense
- 28 novembre - Seki Kotaro, giocatore di go giapponese
- 28 novembre - Dennis Vos, calciatore olandese
- 29 novembre - Ethan Champlin, pallavolista statunitense
- 29 novembre - Meshack Ubochioma, calciatore nigeriano
- 30 novembre - Ayaulum Amrenova, sciatrice freestyle kazaka
- 30 novembre - Jordán Carrillo, calciatore messicano
- 30 novembre - Alejandro Fernández Nieto, giocatore di football americano spagnolo
- 30 novembre - Elias Manoel, calciatore brasiliano
- 30 novembre - Andru Phillips, giocatore di football americano statunitense
- 30 novembre - Yudai Takahashi, lottatore giapponese